# Chandler Burr
Chandler Burr (Chicago, 30 dicembre 1963) è uno scrittore, giornalista e curatore museale statunitense.
Dal dicembre 2010 è sovrintendente di arte olfattiva per il Museo di Arte e Design della città di New York.

## Biografia
Burr è nato a Chicago e cresciuto a Washington e si è laureato presso il Principia College di Elsah, Illinois. Ha intrapreso la sua carriera giornalistica nel 1987 come corrispondente occasionale della redazione per il sud-est asiatico del The Christian Science Monitor e successivamente è stato Contributing Editor per il U.S. News and World Report. Burr ha anche scritto per The Atlantic in tema di epidemiologia e salute pubblica. Burr ha conseguito un diploma di Master in economia internazionale e studi sul Giappone presso il Paul H. Nitze School of Advanced International Studies (SAIS) di Johns Hopkins. Attualmente vive a New York.
Nel 1993, Burr ha scritto un articolo, Homosexuality and Biology ("Omosessualità e Biologia"), per The Atlantic che poi ha dato spunto per il suo libro A Separate Creation: The Search for the Biological Origins of Sexual Orientation (1996) ("Una creazione a parte: La Ricerca delle Origini Biologiche dell'Orientamento Sessuale"), che approfondiva la ricerca sull'orientamento sessuale. Comparando i profili clinici di orientamento sessuale e manualità, Burr arriva alla conclusione che la miglior analogia per l'omosessualità è il mancinismo. A Separate Creation venne pubblicato da Hyperion, una società controllata della The Walt Disney Company e l'avallamento della tesi dell'orientamento sessuale come condizione innata scatenò la protesta dei Southern Baptists che invitarono il pubblico a boicottare i film e i parchi tematici della Disney.
Nel 1996 The Weekly Standard ha pubblicato l'articolo di Burr Why Conservatives Should Embrace the Gay Gene ("Perché i conservatori dovrebbero comprendere il gene gay"). Nell'articolo secondo Burr la ricerca scientifica dimostrerebbe che l'orientamento sessuale è di determinazione biologica e ciò andrebbe a favore di una visione conservativa della natura umana.
In The Emperor of Scent ("L'Imperatore del Profumo"), pubblicato nel 2003, Burr racconta come lo scienziato italo-francese Luca Turin abbia dato origine alla teoria sul funzionamento del senso dell'olfatto. In seguito, The New Yorker propose a Burr di descrivere la creazione di un profumo. Nel marzo 2005 un articolo di Burr per il New Yorker raccontava l'opera creativa di Jean-Claude Ellena, durata un anno fra Parigi e Grasse, per comporre Un Jardin sur le Nil di Hermès.
In The Perfect Scent: A Year Inside the Perfume Industry in Paris & New York ("Il Profumo Perfetto: un anno nell'industria profumiera fra Parigi e New York"), pubblicato nel 2008, Burr descrive il processo creativo di Ellena per il Nil a Parigi e la creazione di Lovely di Sarah Jessica Parker a New York City dietro licenza aegis della multinazionale del profumo Coty. Il suo libro, You Or Someone Like You ("Tu o qualcuno come te"), è stato pubblicato da Ecco nell'estate del 2009.
A partire da agosto 2006 fino alla fine del 2010, Burr è stato il critico di profumi di The New York Times. La sua rubrica, "Scent Notes", è apparsa prima in T, l'allegato di costume del The New York Times e successivamente sul blog del Times. Riportando quanto detto da Stefano Tonchi, style editor dell'inserto settimanale e di T del The New York Times “The Times sarà il primo ad occuparsi dell'industria della profumeria e di profumi alla stregua di ciò che fa con il cinema, i libri ed il teatro."
In dicembre 2010, Burr ha lasciato il suo incarico al Times per allestire ed essere curatore del Dipartimento di Arte Olfattiva del Museum of Arts and Design di New York, incarico che tuttora ricopre. Il museo ha annunciato che Burr si occuperà di creare “mostre e programmi che metteranno in luce il profumo come forma d'arte." La prima mostra organizzata da Burr, The Art of Scent: 1889-2011, consentirà ai visitatori di provare I lavori di maggior rilievo di alcuni dei più grandi artisti del profumo del tardo XIX, XX e primo XXI secolo come Jean-Claude Ellena, Ernest Beaux, e Jacques Cavallier. The New York Times ha riportato che alla richiesta di motivare il suo rifiuto di esporre packaging e bottiglie, Burr ha risposto "Il profumo è l'opera d'arte. Non sono contrario all'immagine. Se voi avete necessità di vederla, a me non interessa."
Il suo romanzo, You Or Someone Like You ("Tu o qualcuno come te"), è stato pubblicato da Ecco Press nell'estate del 2009.
Nel Marzo 2017 esce la fragranza che prende il nome dal suo romanzo You Or Someone Like You , creato in collaborazione con l'importante Maison parigina Etat Libre d'Orange.
La fragranza, nonostante sia unisex, viene immaginata come il profumo ideale che indosserebbe Anne Rosenbaum, protagonista dell'omonimo romanzo.
Il quotidiano di Bogotà El Tiempo nella sua edizione del 2 dicembre 2011 riportava un articolo su come Burr si dice, abbia omesso il suo orientamento sessuale nel presentare un'istanza di adozione di due orfani colombiani. In seguito l'ICBF (Instituto Colombiano de Bienestar Familiar) ha sospeso il processo di adozione, lamentando una mancanza di chiarezza da parte di Burr; egli ha risposto che i bambini sapevano della sua sessualità e che la cosa “non importava loro”. Il 13 dicembre 2011, comunque, si riportava che le adozioni sono state ufficializzate e che Burr e i suoi figli si sono ricongiunti.
Burr intrattiene una serie di cene profumate in tutto il mondo.